# حفل توزيع جوائز صناع الترفيه 2023
حفل توزيع جوائز جوي أواردس 2023 (بالإنجليزية: Joy Awards 2022) أقيم في 21 يناير 2023، وهو النسخة الثالثة من جوائز صناع الترفيه التي تُقدّمها الهيئة العامة للترفيه السعودية، ضمن فعاليات موسم الرياض.

## الحفل
أقيم الحفل بتاريخ 21 يناير 2023، واستُضيف في بوليفارد رياض سيتي بمسرح بكر الشدي. بُثّ الحفل على الهواء مباشرةً على قناة إم بي سي 1، وعلى منصة شاهد.

## الترشيحات والتصويت
اختار جمهور حفل «جوائز صنّاع الترفيه» الفائزين في فئات جوائز الجائزة الثلاثة عشر، وذلك من خلال التصويت عبر تطبيق Joy Awards الذي يُتيح للمشارك في عملية التصويت منح صوته للمرشحين الذين يختارهم بنفسه، وكانت مرحلة التسمية للأعمال والأشخاص المرشّحين قد انطلقت في 02 نوفمبر 2022.

## المرشحون والفائزون
- جائزة الأغنية المفضلة عن فئة الموسيقى: أغنية شكراً للفنانة أصالة.
- جائزة الفنانة المفضّلة عن فئة الموسيقى: أنغام.
- جائزة الفنان المفضل عن فئة الموسيقى: عبد المجيد عبد الله.
- جائزة الممثل المفضل عن فئة المسلسلات: إبراهيم الحجاج.
- جائزة الممثلة المفضّلة عن فئة المسلسلات: نادين نجيم.
- جائزة الوجه الجديد المفضّل عن فئة المسلسلات: هيلدا ياسين.
- جائزة المسلسل المفضل: الموسم الثاني من «صالون زهرة».
- جائزة الممثل المفضّل عن فئة السينما: أحمد عز.
- جائزة الممثلة المفضّلة عن فئة السينما: هند صبري.
- جائزة الفلم المفضل: «كيرة والجن» للمخرج مروان حامد.
- جائزة الوجه الجديد المفضّل عن فئة الموسيقى: جوري قطان.
- جائزة الرياضي المفضّل: أشرف حكيمي.
- جائزة الرياضية المفضّلة: مريم صالح بن لادن.
- لقب شخصية العام: صوفيا فيرغارا.
- جائزة المؤثر المفضل: أحمد الشقيري.
- جائزة المؤثرة المفضلة: عبير الصغير.

### الجوائز التكريمية
- الجائزة الماسية: وليد آل إبراهيم رئيس مجلس إدارة «مجموعة إم بي سي MBC».
- جائزة الإنجاز مدى الحياة: أميتاب باتشان، والمخرج مايكل باي.
- جائزة صناع الترفيه الفخرية: ميل غيبسون، راشد الماجد، أحمد حلمي، منى زكي، محمد منير، حياة الفهد، سعاد عبد الله، نوال الكويتية، سالم الهندي.[4]